# Obléhání Soluně (904)
Obléhání Soluně v roce 904 označuje dobytí a následné vyplenění byzantského města Soluně vojsky abbásovského chalífátu pod velením byzantského přeběhlíka – a muslimského konvertity – Leona z Tripolisu.

## Okolnosti
Město, které se nachází v Řecku, bylo v roce 904 součástí Byzantské říše a svou velikostí a lidnatostí se řadilo na druhé místo hned za největší město v říši Konstantinopol. Po oslabení ústřední moci abbásovského chalífátu v důsledku čtvrté Fitny a anarchie v Samaře se mnohé oblasti rozsáhlého chalífátu začaly odtrhávat z chalífovy kontroly a i když stále se formálně považovaly z náboženského pohledu za součást říše, jednaly nezávisle na její armádě i vládě. Pozornost těchto převážně autonomních muslimských dynastií se následně obrátila ke Středozemnímu moři. V roce 860 se tyto muslimské dynastie pokusily znovu potvrdit svou nadvládu nad Středozemním mořem a vybudovaly námořní základny v Tripolisu a Tarsu. V roce 898 admirál Raghib, eunuch a bývalý klient prince-regenta al-Muwaffaqa rozhodně porazil byzantskou flotilu a zajal 3 000 byzantských námořníků zvaných Κιβυρραιῶται (Kibyrrhaiōtai) podle stejnojmenného thematu. Tato námořní bitva se ukázala být zlomovým bodem, protože otevřela Egejské moře nájezdům muslimských flotil.

## Obléhání a pád města

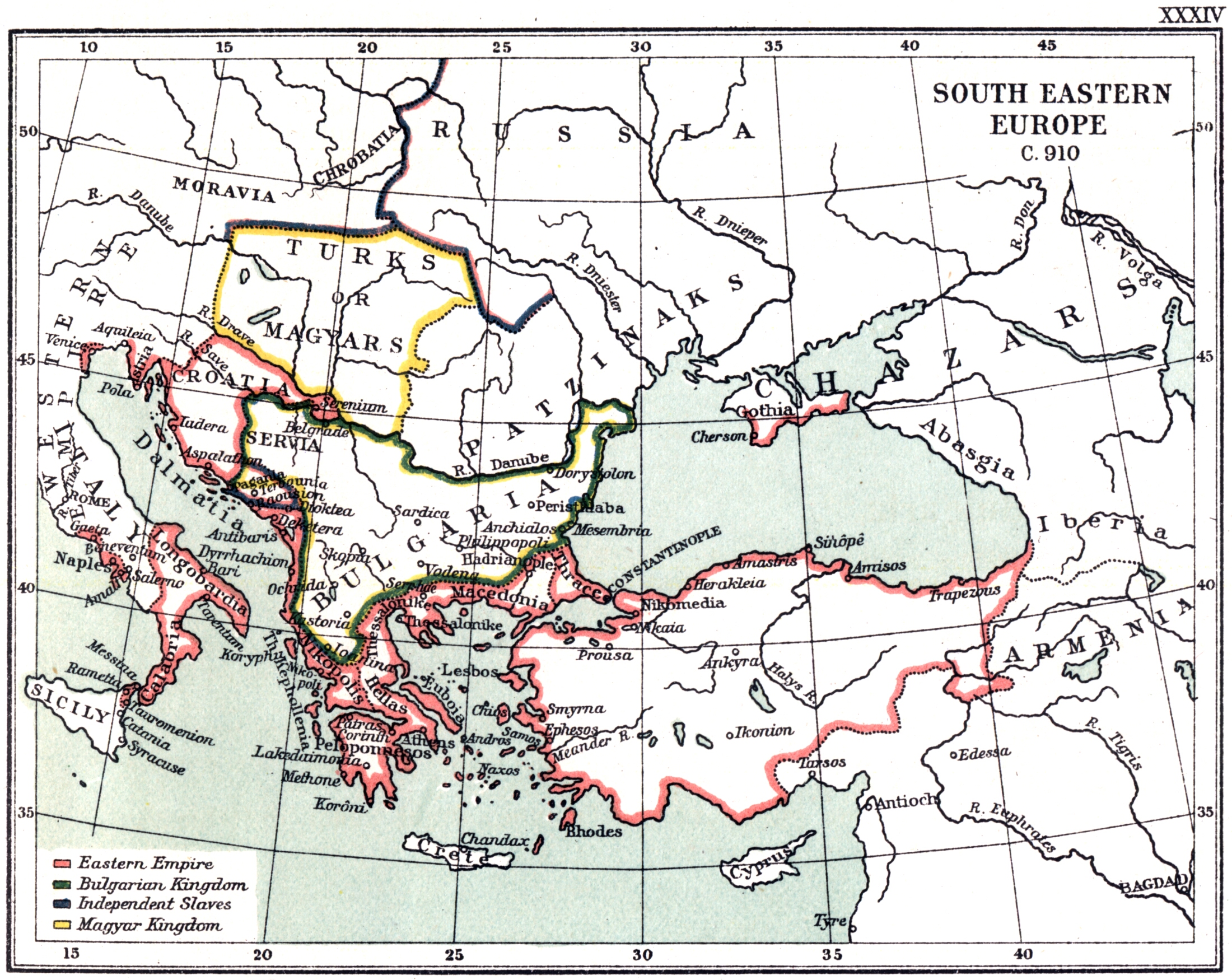
Jihovýchodní Evropa kolem roku 910

Vydrancování Soluně v roce 904 námořnictvem abbásovského chalífátu bylo jednou z nejhorších katastrof, které postihly Byzanc nejen za vlády Leona VI., ale v celém 10. století. Muslimská flotila 54 lodí pod velením odpadlíka Leona z Tripolisu, který nedávno před tím konvertoval k islámu, vyplula ze Sýrie a jako prvotní cíl zvolila Konstantinopol. Muslimský útok na hlavní město cisařství byl odražen a místo toho se flotila obrátila k Soluni, což Byzantince zcela překvapilo a jejich námořnictvo nebylo schopno včas reagovat. Stará tradice zaznamenaná Ioannem Kaminiatem objasňuje, že soluňské hradby, které chránily město od moře, byly nízké a zcela nevyhovující k tomu, aby se dokázaly vypořádat s jakoukoli vojenskou hrozbou. Na této straně bylo původně město po mnoho let předtím zcela neopevněné. V době muslimského nájezdu na město zůstalo opevnění  nevylepšené, protože se nepředpokládalo, že by nějaký nájezdník mohl zaútočit přes tuto část města.
Od byzantského císaře přišla zpráva o plánovaném útoku Abbásovců. Když se o tom dozvěděli obyvatelé Soluně, zachvátila město panika. Císařův posel se jmenoval Petronas a měl hodnost protospatharia. Petronas radil obyvatelům  Soluně, aby  své úsilí nesoustřeďovali jen na opravy hradeb. Ioannes Kaminiates uvádí, že Petronas vymyslel alternativní strategii. Zjistil totiž, že práce na hradbách by byly zbytečné, protože by zabraly příliš mnoho času, a proto navrhl vybudovat podvodní bariéru, která by chránila město tím, že by nedovolila nepřátelským lodím přistát u hradebních zdí. V roce 1777 francouzský opat Belley ve své studii o historii a památkách města Soluně napsal: „... [v Soluni] existuje velké množství nápisů, i když mnoho z nich bylo svrženo do moře, aby zabránily flotile Saracénů vylodit se u města, které Saracéni na začátku desátého století vyplenili.“ To potvrzuje Kaminiatův údaj.
Než však mohla být bariéra dokončena, dorazil další císařův vyslanec, aby převzal odpovědnost za obranu města a urychlil odvolání Petrona. Jmenoval se Leon Chitzilakes, byl jmenován stratégem regionu a pověřen vojenskými operacemi. Rozhodl se dočasně zastavit práce na podvodní bariéře a dokončit stavbu gradeb. Leon VI. poslal opět dalšího, již třetího, stratéga jménem Niketas, aby nahradil Leona Chitzilaka a převzal velení města. Navzdory své děsivé pověsti vojenského velitele dokázal jen nevýznamně zlepšit šance města na obranu. Prosby o pomoc ze vzdálených zemí a od vazalů byly z velké části ignorovány, zatímco opravné práce na hradbách se ukázaly jako nedostatečné. Ke konci července 904 se objevili abbásovští nájezdníci a po krátkém obléhání trvajícím necelé čtyři dny byli schopni zaútočit na hradby obrácené směrem k moři, překonat odpor obránců a 29. července proniknout do města.

## Následky
Plenění trvalo celý týden, než se nájezdníci vrátili na své základny v Levantě; osvobodili při něm 4 000 muslimských zajatců a zajali 60 byzantských lodí, dalších 60 zničili, zmocnili se bohaté kořisti a 22 000 zajatců, většinou mladých lidí. Soudobá zpráva od at-Tabarího zmiňuje, že během krvavé lázně bylo zabito 5 000 Byzantinců a každý arabský námořník dostal 1 000 zlatých dinárů jako válečnou kořist. Svatý Eliáš z Enny navštívil Soluň po jejím vyplenění a popsal město jako místo naprosté bídy. Abbásovci se po dobytí města stáhli a vrátili do Tripolisu, zatímco zajatci byli posláni do Tarsu. Většinu zajatců, včetně Ioanna Kaminiata, který plenění zaznamenal, vykoupila později Byzanc a vyměnila je za muslimské zajatce.
Byzantský nájezd vedený generálem Andronikem Dukou na oblast v okolí města Germanikeia ke konci roku 904, je považován jako pomsta za vyplenění Soluně. Arabové z Tarsu byli poraženi a došlo k výměně zajatců.
Leon z Tripolisu se v letech 907 a 912 pokusil znovu vyplout proti Byzanci, ale v obou případech byl jeho nájezd zmařen.

## Problémy s primárními zdroji
Existují pouze dva hlavní primární zdroje, které zmiňují vyplenění Soluně. Prvním je obyvatel Soluně Ioannes Kaminiates a druhým muslimský historik at-Tabarí. Navzdory krátkým zmínkám o této události v dalších dopisech (většinou od duchovních) v letech následujících po vyplenění se pro tuto událost našlo jen málo historických důkazů. Skutečnost, že at-Tabari píše, že Leon z Tripolisu vyplenil Attaleiu a ne Soluň, vedla některé historiky k tvrzení, že k vydrancování Soluně nikdy nedošlo. Jiní jsou toho názoru, že je to produkt množství pospojovaných příběhů, zatímco někteří pochybují o historicitě samotného Ioanna Kaminiata.
Hlavní historické problémy nalezené v Kaminiatově zprávě jsou následující:
- Údaje kolidující s at-Tabarim, který tvrdí, že Leon z Tripolisu zaútočil na Attaleiu.
- Styl psaní Ioanna Kaminiata se odlišuje od historického žánru jeho současníků.
- Data uvedená Ioannem Kaminiatem se neshodují s daty v arabských zdrojích.
- Ioannes Kaminiates uvádí jen velmi málo historických faktů, které lze potvrdit jinými zdroji.
- Velmi málo zdrojů byzantských současníků zmiňuje nebo odkazuje na Ioanna Kaminiata. Ve skutečnosti tak činí pouze jeden.
- Jazyk, který Ioannes Kaminiates používá, připomíná řečtinu 15. století a vyvolává otázky, zda žil v době samotného plenění.

Přesto i většina historiků, kteří zpochybňují popis Ioanna Kaminiata – zejména data, která používá – souhlasí, že k vyplenění skutečně došlo, a to zhruba v rysech uvedených Ioannem Kaminiatem.